# Geher-Länderkampf der Frauen 1978 Dänemark – BR Deutschland – Frankreich – Schweden – Schweiz
| 11. Leichtathletik-Länderkampf mit bundesdeutscher Beteiligung 1978                     | 11. Leichtathletik-Länderkampf mit bundesdeutscher Beteiligung 1978 |
| --------------------------------------------------------------------------------------- | ------------------------------------------------------------------- |
|                                                                                         |                                                                     |
| Geher-Vergleich der Frauen: Dänemark – BR Deutschland – Frankreich – Schweden – Schweiz |                                                                     |
| Austragungsort                                                                          | Odense                                                              |
| Wettbewerbe                                                                             | 1                                                                   |
| Datum                                                                                   | 15. Juli                                                            |
| 1. SWE 2. FRG 3. FRA 4. DNK 5. SUI                                                      | 43 Punkte 30 Punkte 20 Punkte 19 Punkte 09 Punkte                   |
| Chronik                                                                                 |                                                                     |
| ← FRG-URS (F)                                                                           | FRG-FRA Nachwuchs (M) →                                             |

Im elften Vergleich des Länderkampfjahres 1978 traten die bundesdeutschen Geherinnen am 15. Juli zu ihrem zweiten Länderkampf in diesem Jahr an. Dabei kam es zum Aufeinandertreffen mit Dänemark, Frankreich, Schweden und der Schweiz. Gastgeber war die dänische Stadt Odense. Die Begegnung dieser fünf Länder in einem Länderkampf der Geherinnen fand zum ersten Mal statt.

## Modus
Auf dem Programm stand der bei Länderkämpfen der Geherinnen übliche Wettbewerb, das Bahngehen über 5000 Meter. Jede Nation konnte maximal vier Geherinnen stellen, von denen die vier Besten gewertet wurden. Dänemark und Frankreich traten mit nur jeweils drei Teilnehmerinnen an. Die Punkte wurden verteilt wie folgt: 1. Platz: 16 P / 2. Pl.: 14 P / 3. Pl.: 13 P / 4. Pl.: 12 P / …

## Ergebnis
Die schwedischen Vertreterinnen dominierten den Wettkampf maximal. Die vier Schwedinnen belegten die Plätze eins bis vier und lagen damit vor allen anderen Athletinnen. Mit 43 Punkten waren sie damit auch die klaren Siegerinnen dieses Vergleichs. Dahinter folgten zwei bundesdeutsche Geherinnen. Mit den weiteren Platzierungen reichte das mit dreißig Punkten zum zweiten Rang für die Bundesrepublik Deutschland in diesem Länderkampf. Dritte wurden die Französinnen mit zwanzig Punkten. Dänemark kam mit neunzehn Punkten auf Platz vier vor der Schweiz (Fünfter mit neun Punkten).

## Legende
Kurze Übersicht zur Bedeutung der Symbolik – so üblicherweise auch in sonstigen Veröffentlichungen verwendet:
| DNF | nicht im Ziel (did not finish) |

## Resultat

### 5000 m Bahngehen
| Platz | Athletin             | Land | Zeit (min) |
| ----- | -------------------- | ---- | ---------- |
| 01    | Margarets Simu       | SWE  | 24:03,3    |
| 02    | Elisabeth Olsson     | SWE  | 24:07,0    |
| 03    | Britt Holmqvist      | SWE  | 24:22,0    |
| 04    | Ann Jansson          | SWE  | 24:36,0    |
| 05    | Heike Penner         | FRG  | 25:22,0    |
| 06    | Regine Broders       | FRG  | 25:34,0    |
| 07    | Charlotte Hansen     | DNK  | 26:14,0    |
| 08    | Jacqueline Delassaux | FRA  | 26:21,0    |
| 09    | Dominique Terraz     | FRA  | 26:32,0    |
| 10    | Hannelore Klaus      | FRG  | 26:49,0    |
| 11    | Margot Vetterli      | SUI  | 26:50,0    |
| 12    | Laila Nielsen        | DNK  | 27:16,0    |
| 13    | Monika Glöckler      | FRG  | 27:25,0    |
| 14    | Tina Thomsen         | DNK  | 27:55,0    |
| 15    | Isabelle Seguin      | FRA  | 28:31,0    |
| 16    | Edith Häpt           | SUI  | 29:21,0    |
| 17    | Sonja Stalder        | SUI  | 29:55,0    |
| DNF   | Christiane Udriot    | SUI  |            |